# Hanhisaari (ö i Lappland, Östra Lappland)
Hanhisaari är en ö i Finland. Den ligger i sjön Yli-Suolijärvi och i kommunen Posio i den ekonomiska regionen  Östra Lapplands ekonomiska region  och landskapet Lappland, i den norra delen av landet, 700 km norr om huvudstaden Helsingfors. Öns area är 2,4 hektar och dess största längd är 330 meter i öst-västlig riktning.